# Leptostylus signaticauda
Leptostylus signaticauda es una especie de escarabajo longicornio del género Leptostylus, categorizada en la tribu Acanthocinini, de la subfamilia Lamiinae. Fue descrita por Bates en 1885.

## Descripción
Mide 7,4-9,5 mm de longitud.

## Distribución
Se distribuye por Belice, Guatemala y Honduras.